# Aigyptiaden
Aigyptiaden sind in der griechischen Mythologie die 50 Söhne des Aigyptos und Gatten der Danaiden.
Die Aigyptiaden wollten die Danaiden gegen deren Willen zu ihren Ehefrauen machen, um sich die Königsrechte über das Land zu sichern – oder um durch Verwandtenehe den Besitz zusammenzuhalten.
Die Namen der Aigyptiaden sind einerseits in der Bibliotheke des Apollodor überliefert, andererseits bietet Hyginus Mythographus eine in den Handschriften schlecht überlieferte, unvollständige Liste mit 47 Söhnen in seinen Fabulae. Beide Aufzählungen weisen erhebliche Unterschiede auf. Viele Namen der Aigyptiaden weisen auf ein übermütiges und ungestümes Wesen ihrer Träger hin.
Liste bei Apollodor (Quelle: Bibliotheke des Apollodor 2,1,4–2,2,1):
|    | Aigyptiade    | Mutter (Aigyptiade) | Danaide      | Mutter (Danaide)      |
| -- | ------------- | ------------------- | ------------ | --------------------- |
| 1  | Lynkeus       | Argyphie            | Hypermnestra | Elephantis            |
| 2  | Proteus       | Argyphie            | Gorgophone   | Elephantis            |
| 3  | Busiris       | Argyphie            | Automate     | Europe                |
| 4  | Enkelados     | Argyphie            | Amymone      | Europe                |
| 5  | Lykos         | Argyphie            | Agaue        | Europe                |
| 6  | Daiphron      | Argyphie            | Skaia        | Europe                |
| 7  | Istros        | arabische Mutter    | Hippodameia  | Atlanteie oder Phoibe |
| 8  | Chalkodon     | arabische Mutter    | Rhodia       | Atlanteie oder Phoibe |
| 9  | Agenor        | arabische Mutter    | Kleopatra    | Atlanteie oder Phoibe |
| 10 | Chaitos       | arabische Mutter    | Asteria      | Atlanteie oder Phoibe |
| 11 | Diokorystes   | arabische Mutter    | Hippodameia  | Atlanteie oder Phoibe |
| 12 | Alkis         | arabische Mutter    | Glauke       | Atlanteie oder Phoibe |
| 13 | Alkmenor      | arabische Mutter    | Hippomedusa  | Atlanteie oder Phoibe |
| 14 | Hippothoos    | arabische Mutter    | Gorge        | Atlanteie oder Phoibe |
| 15 | Euchenor      | arabische Mutter    | Iphimedusa   | Atlanteie oder Phoibe |
| 16 | Hippolytos    | arabische Mutter    | Rhode        | Atlanteie oder Phoibe |
| 17 | Agaptolemos   | phoinikische Mutter | Peirene      | aithiopische Mutter   |
| 18 | Kerketes      | phoinikische Mutter | Dorion       | aithiopische Mutter   |
| 19 | Eurydamas     | phoinikische Mutter | Phartis      | aithiopische Mutter   |
| 20 | Aigios        | phoinikische Mutter | Mnestra      | aithiopische Mutter   |
| 21 | Argios        | phoinikische Mutter | Euippe       | aithiopische Mutter   |
| 22 | Archelaos     | phoinikische Mutter | Anaxibia     | aithiopische Mutter   |
| 23 | Menemachos    | phoinikische Mutter | Nelo         | aithiopische Mutter   |
| 24 | Kleitos       | tyrische Mutter     | Kleite       | Memphis               |
| 25 | Sthenelos     | tyrische Mutter     | Sthenele     | Memphis               |
| 26 | Chrysippos    | tyrische Mutter     | Chrysippe    | Memphis               |
| 27 | Eurylochos    | Najade Kaliadne     | Autonoe      | Najade Polyxo         |
| 28 | Phantes       | Najade Kaliadne     | Theano       | Najade Polyxo         |
| 29 | Peristhenes   | Najade Kaliadne     | Elektra      | Najade Polyxo         |
| 30 | Hermos        | Najade Kaliadne     | Kleopatra    | Najade Polyxo         |
| 31 | Dryas         | Najade Kaliadne     | Eurydike     | Najade Polyxo         |
| 32 | Potamon       | Najade Kaliadne     | Glaukippe    | Najade Polyxo         |
| 33 | Kisseus       | Najade Kaliadne     | Antheleia    | Najade Polyxo         |
| 34 | Lixos         | Najade Kaliadne     | Kleodore     | Najade Polyxo         |
| 35 | Imbros        | Najade Kaliadne     | Euippe       | Najade Polyxo         |
| 36 | Bromios       | Najade Kaliadne     | Erato        | Najade Polyxo         |
| 37 | Polyktor      | Najade Kaliadne     | Stygne       | Najade Polyxo         |
| 38 | Chthonios     | Najade Kaliadne     | Bryke        | Najade Polyxo         |
| 39 | Periphas      | Gorgo               | Aktaia       | Pieria                |
| 40 | Oineus        | Gorgo               | Podarke      | Pieria                |
| 41 | Aigyptos      | Gorgo               | Dioxippe     | Pieria                |
| 42 | Menalkes      | Gorgo               | Adyte        | Pieria                |
| 43 | Lampos        | Gorgo               | Okypete      | Pieria                |
| 44 | Idmon         | Gorgo               | Pylarge      | Pieria                |
| 45 | Idas          | Hephaistine         | Hippodike    | Herse                 |
| 46 | Daiphron      | Hephaistine         | Adiante      | Herse                 |
| 47 | Pandion       | Hephaistine         | Kallidike    | Krino                 |
| 48 | Arbelos       | Hephaistine         | Oime         | Krino                 |
| 49 | Hyperbios     | Hephaistine         | Kelaino      | Krino                 |
| 50 | Hippokorystes | Hephaistine         | Hyperippe    | Krino                 |